# Амеде Тюбе
Амеде Тюбе (фр. Amédée Thubé, 8 грудня 1884 — 29 січня 1941) — французький яхтсмен.
Олімпійський чемпіон 1912 року в класі 6 метрів.